# 儲蓄存款
儲蓄存款以積蓄資金為目的之存款。是一種限定身分別的存款，其一般限定個人或非營利法人才可以申請開立帳戶的存款。
儲蓄存款與一般存款帳戶區別在於帳戶類別名稱中冠上「儲蓄」二字，如活期儲蓄存款、定期儲蓄存款。正常情況下，同類存款利率會優於非儲蓄帳戶（例如：活期儲蓄存款對活期存款、定期儲蓄存款對定期存款）。

## 相關產品
- 活期儲蓄存款：與活期存款類似，只增加限定個人或非營利法人才可以申請開立帳戶。
- 定期儲蓄存款：與定期存款類似，除增加限定個人或非營利法人才可以申請開立帳戶外，其期限最短為一年[3]。

## 例外產品
- 證券戶活期儲蓄存款、證券戶活期存款：是一種依交易類別區分的存款，無論是否有冠名「儲蓄」[4]。帳戶類別名稱中冠上「證券戶」或「證券」，做為證券交割的現金往來帳戶，其存款利率遠低於活期存款的存款利率。基於授權證券交易商證券交割扣款特性、存款戶資金的不確定性，避免證券交易商要求先扣先贏的情況或客戶希望讓哪家證券交易商先扣款，造成的交易作業困擾，除非特別要求，一般是一帳戶對應一證券交易商的分公司。